# Eucalyptus kruseana
Espèce
Classification phylogénétique
Répartition géographique
Eucalyptus krueseana est une espèce de plantes à fleurs du genre Eucalyptus et de la famille des Myrtaceae. C'est un arbuste originaire d'Australie.
C'est un buisson de type mallee à l'habitat restreint aux zones granitiques de la région de Kalgoorlie dans le sud de l'Australie-Occidentale.
Haut de 2 à 3 m, son écorce est lisse et est grise à gris rosâtre. Les feuilles adultes restent dans la phase juvénile et sont ovales, sessiles, 2,2 × 2,3 cm, concolores, d'un gris terne. Les fleurs, jaunes, apparaissent en hiver et jusqu'au milieu du printemps.